# Alkali Ike's Auto
Alkali Ike's Auto er en amerikansk stumfilm fra 1911 af Gilbert M. 'Broncho Billy' Anderson.

## Medvirkende
- Augustus Carney som Alkali Ike
- Harry Todd som Mustang Pete
- Margaret Joslin som Betty Brown
- Arthur Mackley
- Victor Potel